# 테오필로스
테오필로스(그리스어: Θεόφιλος, 804년 - 842년 1월 20일)는 829년부터 842년까지 동로마 제국의 황제였다. 치세 내내 이슬람 세력과 싸웠지만 학문을 사랑하고 장려하여 동로마 제국의 번영기를 구가한 문화 군주로 인정받는다.

## 생애

### 문화 군주의 면모
테오필로스의 아버지는 미하일 2세였고 어머니는 아르메니아 출신의 테클라였다. 미하일이 겨우 문맹을 면할 정도의 무식한 황제였던 반면 테오필로스는 광범위한 교육을 받아 학식이 풍부했고 예술에 대한 안목이 뛰어났다. 821년 아버지에 의해 공동황제로 지목되었고 비슷한 시기 슬라브인 토마스가 반란을 일으켰을 때 17살의 공동황제는 콘스탄티노폴리스 성벽에서 성십자가와 성모 마리아의 옷과 같은 성유물을 들고 행진을 했다고 한다. 829년 10월 아버지가 죽자 25살의 나이로 황제의 자리에 올랐다.
그는 다른 기독교 군주들보다도 압바스 왕조의 제5대 칼리파이자 위대한 이슬람 군주인 하룬 알라시드를 자신의 통치의 모범으로 삼았고 아랍 제국의 문물을 동경했다. 하룬처럼 그도 평복으로 시장에 나가 민심을 살피고 항상 백성들의 사정에 귀를 열어 놓고 지냈다. 830년에는 바그다드로 사절을 보내 칼리파 알마문에게 자신의 제위 계승을 통보하면서 값비싼 예술품을 선물로 주어 동로마 제국의 부를 과시하기도 하였다. 당시의 제국의 부는 상당한 수준이어서 테오필로스는 수도의 여러 황궁을 보수하고 개축하는 한편 황금뿔의 성벽의 높이를 더 높게 만들기도 했다.

### 대(對)이슬람 투쟁

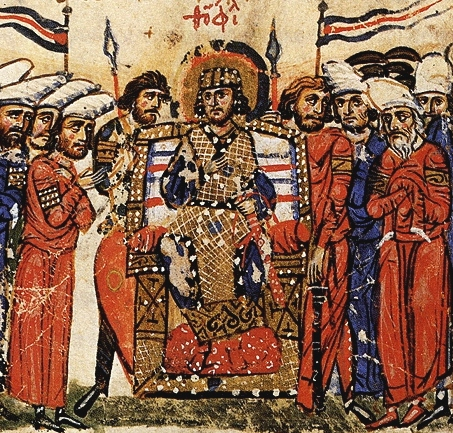
황제 테오필로스

그는 이슬람 문화에 관심이 많았으나 공교롭게도 그의 치세는 이슬람과의 전쟁으로 점철되었다. 제위 초기인 830년 이슬람 비밀 종파의 발흥을 기회로 그는 소아시아로 쳐들어갔고 이듬해에는 킬리키아를 침공하여 승리하였다. 그러나 곧 다시 이슬람군에게 참패를 당해 알마문과 굴욕적인 강화를 맺어야 했다. 833년 알마문이 죽자 잠시동안의 여유가 생겼으나 곧 마문의 뒤를 이은 동생 알무타심이 다시 권력을 안정시키자 837년 전쟁이 재개되었다. 이번에도 초반에는 테오필루스가 메소포타미아와 서부 아르메니아에 원정하여 승리를 거두었으나 이듬해 알무타심은 대군을 이끌고 복수하러 왔다. 테오필루스도 이에 응하여 전투에 나섰으나 이슬람군에게 패하고 아모리움과 앙키라를 빼앗기고 말았다.
앙키라와 아모리움의 함락으로 다급해진 테오필루스는 서방 황제인 루트비히 및 베네치아 공화국에게 도움을 요청하고 공동으로 사라센을 몰아낼 계획을 세웠다. 서방 황제는 남부 이탈리아와 시칠리아를, 자신은 크레타를 협공하고 심지어 이집트까지 진출한다는 계획을 세우고 서방 황제와 교섭에 나섰다. 그러나 루트비히는 아들들의 반란으로 여력이 없었고 신생국가였던 베네치아도 제안을 거절하여 테오필루스의 십자군 구상은 무산되었다.

### 성상파괴령
테오필루스는 소아시아에 기반을 둔 다른 황제들과 마찬가지로 성상파괴운동에 기울였다. 그를 광적인 성상파괴주의자로 간주하는 연구자들도 있으나 그의 성상파괴는 대체로 종교적인 열정에 의한 것이라기보다는 정치적인 것이었다. 성상 숭배자들에 대한 응징도 황제의 명령과 권위가 손상되었을 때 주로 내려졌다. 그는 성상 공경을 금했지만 황후 테오도라는 성상옹호론자였다.
이 즈음은 지난 시대 동로마 제국을 풍미했던 열열한 종교적 성상파괴의 힘이 소진되고 있었다. 그의 치세 동안 성상파괴를 명하긴 했지만 이제 대세는 성상 숭배로 기울고 있었다.
결국 842년 1월 20일 황제는 38세를 일기로 이질에 걸려 죽었으며 제국은 두 살짜리 아들 미카일 3세와 아내인 테오도라에게 넘어갔다.
| 전임 미하일 2세 (820 - 829) | 동로마 제국의 황제 829년 - 842년 | 후임 미하일 3세 (842 - 867) |

## 같이 보기
- 동로마 황제
- 존 바고트 글러브